# Veerasamy Ringadoo

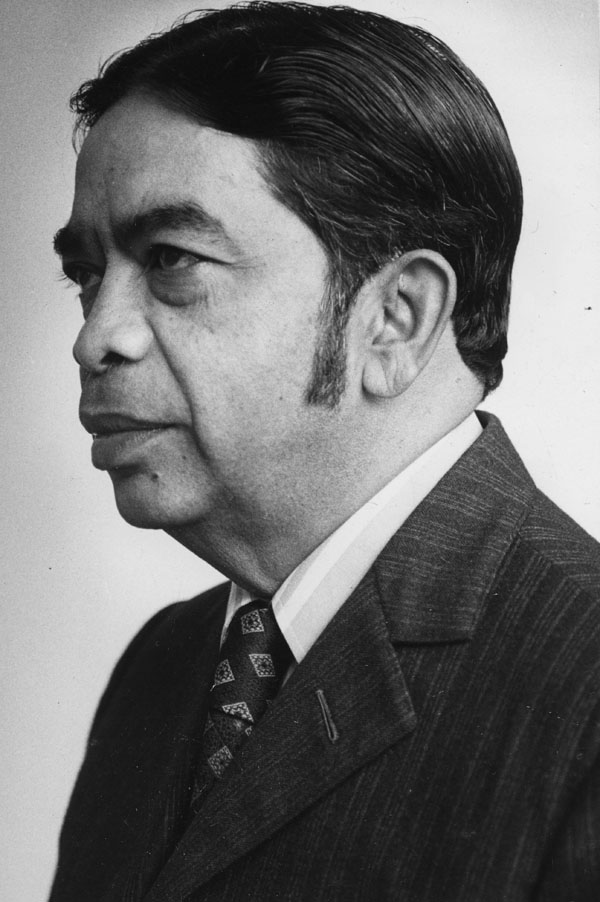
Sir Veerasamy Ringadoo

Sir Veerasamy Ringadoo KCMG (* 20. Oktober 1920; † 9. September 2000) war ein mauritischer Politiker.
Zunächst bekleidete er das Amt des Finanzministers. Am 17. Januar 1986 wurde er zum Generalgouverneur des Inselstaats ernannt. Nach einer Verfassungsänderung, durch die Mauritius in eine Republik umgewandelt wurde, war er ab dem 12. März 1992 erster Staatspräsident. Bereits am 30. Juni 1992 wurde er durch Cassam Uteem abgelöst.
Von Königin Elisabeth II. war er 1975 zum Knight Bachelor und 1986 zum Knight Commander des Order of St Michael and St George erhoben worden. Dadurch erhielt er den Namensprefix Sir.